# École de commerce de l’Université Nord
 (février 2013).
Si vous disposez d'ouvrages ou d'articles de référence ou si vous connaissez des sites web de qualité traitant du thème abordé ici, merci de compléter l'article en donnant les références utiles à sa vérifiabilité et en les liant à la section « Notes et références ».
École de commerce de l’Université Nord est un établissement de l’enseignement supérieur norvégien ayant le statut d'école de commerce et de faculté de l’Université Nord, à Mørkved, à Bodø en Norvège. Elle compte environ 1 000 étudiants.

## Histoire
L'école supérieure de commerce de Bodø a été créée en 1985.